# Donald Davies
Donald Watts Davies, (7 juin 1924 - 28 mai 2000) est un informaticien, un physicien et un mathématicien gallois qui a co-inventé avec Paul Baran la commutation de paquets.

## Biographie
Davies est né à Treorchy dans la vallée du Rhondda, Pays de Galles.
Il a reçu un BSc en physique en 1943 au Imperial College London et a participé à l'effort de guerre en travaillant au projet Tube Alloys, projet d'arme nucléaire britannique, à l'Université de Birmingham.
Par la suite, il est retourné au Imperial College London où il a obtenu un diplôme en mathématiques en 1947. Il a reçu le Lubbock memorial Prize en tant que mathématicien remarquable de 1947.
À partir de 1947, il a travaillé au National Physical Laboratory (NPL) où Alan Turing concevait le Automatic Computing Engine (ACE), un ordinateur. Selon son programme initial, ACE était trop ambitieux, ce qui incita Turing à quitter. Davies a pris en main le projet et se concentra sur la livraison d'un ordinateur moins ambitieux, le Pilot ACE, qui fonctionna à partir de mai 1950. Une version commerciale, DEUCE (en), fut fabriquée par English Electric Computers et devint l'un des ordinateurs les plus vendus des années 1950.
Davies a travaillé pour un moment sur un simulateur de trafic et sur un logiciel de traduction automatique. Au début des années 1960, il a travaillé à un programme britannique destiné à favoriser la croissance de l'industrie informatique britannique.
En 1966, il est retourné au NPL à Teddington, près de Londres, où il a mené et transformé ses activités de développement logiciel. Il s'intéressait aux moyens de transmettre les données à la suite d'une visite au Massachusetts Institute of Technology, où il avait remarqué un problème dans les ordinateurs à temps partagé, celui de maintenir ouverte une liaison téléphonique pour chaque interlocuteur.
Il a inventé le concept de réseau à commutation de paquets, créant pour cela le mot anglais packet switching, et décrivant en 1967 un mode de fonctionnement sans connexion appelé plus tard mode datagramme. Les données à transmettre y sont découpées en paquets, propagés dans le réseau indépendamment les uns des autres avec un taux de perte non négligeable en cas de sources trop rapides, et en laissant aux équipements destinataires le soin de détecter les paquets perdus et d'en demander la retransmission à leurs sources. Larry Roberts de l'Advanced Research Projects Agency aux États-Unis apprit l'existence du concept mis au point par Davies et l'intégra dans le cœur du réseau expérimental ARPANET qui, plus tard, influença Internet.
Il dirigea en 1970 la réalisation au d'un réseau local appelé Mark I, remplacé par Mark II en 1973, lequel resta en opération jusqu'en 1986, influençant d'autres recherches en G.-B. et en Europe.
Davies démissionna de son poste en 1979 dans le but de retourner à la recherche. Il s'est alors intéressé à la sécurité informatique.
Il s'est retiré du NPL en 1984, devenant consultant en sécurité informatique pour les banques.
Davies a été nommé Distinguished Fellow du British Computer Society en 1975, commandeur de l'ordre de l'Empire britannique en 1983 et fellow de la Royal Society depuis 1987.
Il a été admis en 2012, à titre posthume, au temple de la renommée d'Internet, dans la catégorie des pionniers.

## Ouvrages
- Donald Davies et D. Barber, Communication Networks for Computers, Wiley, 1973.
- Donald Davies, W. Price, D. Barber et C. Solomonides, Computer Networks and Their Protocols, Wiley, 1979.
- Donald Davies et W. Price, Security for Computer Networks, Wiley, 1984.